# Лайкерт, Игор
Игор Лайкерт (босн. Igor Laikert; 27 февраля 1991, Зеница, СФРЮ) — боснийский горнолыжник, участник зимних Олимпийских игр 2014 года.

## Биография
Участник клуба Караула из Травника. На соревнованиях под эгидой FIS Игор начал выступать в 2006 году, принимая участия в стартах на территории Норвегии. На протяжении 4-х лет Омодт Кильде практически не выезжал за пределы Норвегии, участвуя только в национальных соревнованиях. 6 января 2011 года босниец дебютировал в Кубке мира на этапе в хорватском Загребе. Следующие два сезона Лайкерт также стартовал только на этапе в Загребе. Всего Лайкерт стартовал на 8 этапах Кубка мира, но ни разу не смог завершить дистанцию. В 2011 году Лайкерт дебютировал на чемпионате мира. Лучшим результатом в трёх стартах стало 23-е место в суперкомбинации. На мировом первенстве 2013 года боснийский горнолыжник улучшил свой результат, став в комбинации 21-м. В сезоне 2013/2014 Игор смог выиграть несколько стартов под эгидой FIS, что позволило ему классифицироваться на зимние Олимпийские игры 2014 года в Сочи.
На Олимпийских играх в Сочи Лайкерт выступал во всех пяти горнолыжных дисциплинах. Лучшего результата босниец добился в суперкомбинации. Лайкерт занял 27-е место, отстав от победителя Сандро Вилетты более, чем на 10 секунд. В 2015 году Лайкерт принял участие в чемпионате мира в США, но ни на одной из дистанций ему не удалось попасть даже в число 40 лучших.

## Результаты

### Олимпийские игры
| Олимпийские игры | Скоростной спуск | Супергигант | Гигантский слалом | Слалом | Комбинация |
| ---------------- | ---------------- | ----------- | ----------------- | ------ | ---------- |
| Сочи 2014        | 44               | 50          | DNF1              | DNF2   | 27         |

### Чемпионат мира
| Чемпионат мира           | Скоростной спуск | Супергигант | Гигантский слалом | Слалом | Комбинация |
| ------------------------ | ---------------- | ----------- | ----------------- | ------ | ---------- |
| Гармиш-Партенкирхен 2011 | —                | 50          | 46                | DNF1   | —          |
| Шламдинг 2013            | DNF1             | 48          | —                 | BDNF1  | 21         |
| Вейл/Бивер-Крик 2015     | 26               | 19          | —                 | —      | 8          |